# 阿梅尔茨维莱尔
阿梅尔茨维莱尔（法語：Ammertzwiller，法語發音：[amɛʁtsvilɛʁ]；2015年之前为）是法国上莱茵省的一个旧市镇，属于阿尔特基什区。2016年1月1日，阿梅尔茨维莱尔与市镇贝恩维莱尔合并为新的贝恩维莱尔。

## 地理
阿梅尔茨维莱尔（47°41'20"N, 7°10'2"E）面积3.05 平方千米，位于法国大東部大區上莱茵省，该省份为法国东部内陆省份，是阿尔萨斯的一部分，今与下莱茵省组成了阿尔萨斯欧洲集体，其北临下莱茵省，西接孚日省，西南接贝尔福地区省，东侧沿莱茵河与德国相望，南与瑞士接壤。
与阿梅尔茨维莱尔接壤的市镇（或旧市镇、城区）包括：下比诺普特、吉尔德维莱尔、巴尔什维莱尔。
阿梅尔茨维莱尔的时区为UTC+01:00、UTC+02:00（夏令时）。

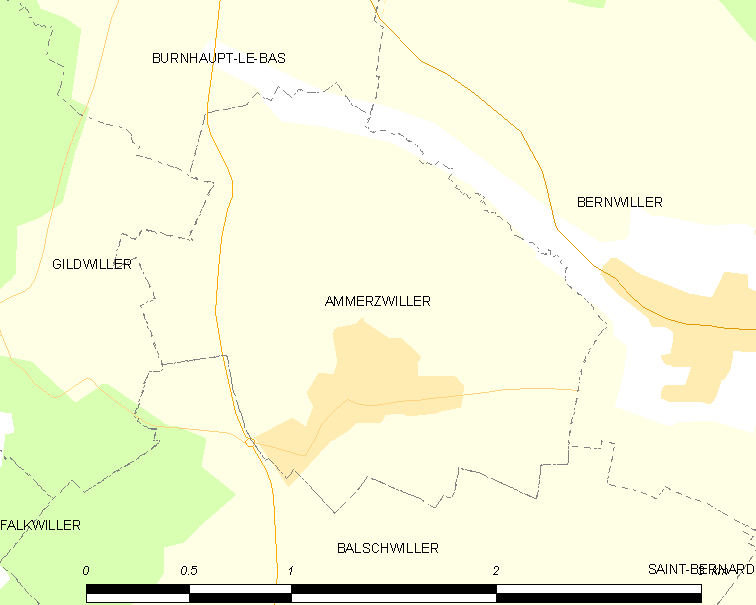
阿梅尔茨维莱尔的OSM定位图

## 行政
阿梅尔茨维莱尔的邮政编码为68210，INSEE市镇编码为68006。

## 政治
阿梅尔茨维莱尔所属的省级选区为马斯沃-尼德布吕克县。

## 人口

1962-2008年间阿梅尔茨维莱尔人口变化图示

阿梅尔茨维莱尔于2018年1月1日时的人口数量为479人。